# Rengeteg - Mindenhol látlak
Rengeteg - Mindenhol látlak, conosciuto anche con il titolo internazionale di Forest: I See You Everywhere, è un film del 2021 diretto da Benedek Fliegauf, sequel di Rengeteg, opera prima dello stesso regista. 
Presentato in concorso al Festival di Berlino 2021, si è aggiudicato l'Orso d'argento per la miglior interpretazione da non protagonista a Lilla Kizlinger. 